# 都農ワイン
都農ワイン（つのわいん）は宮崎県都農町で生産されるワイン。

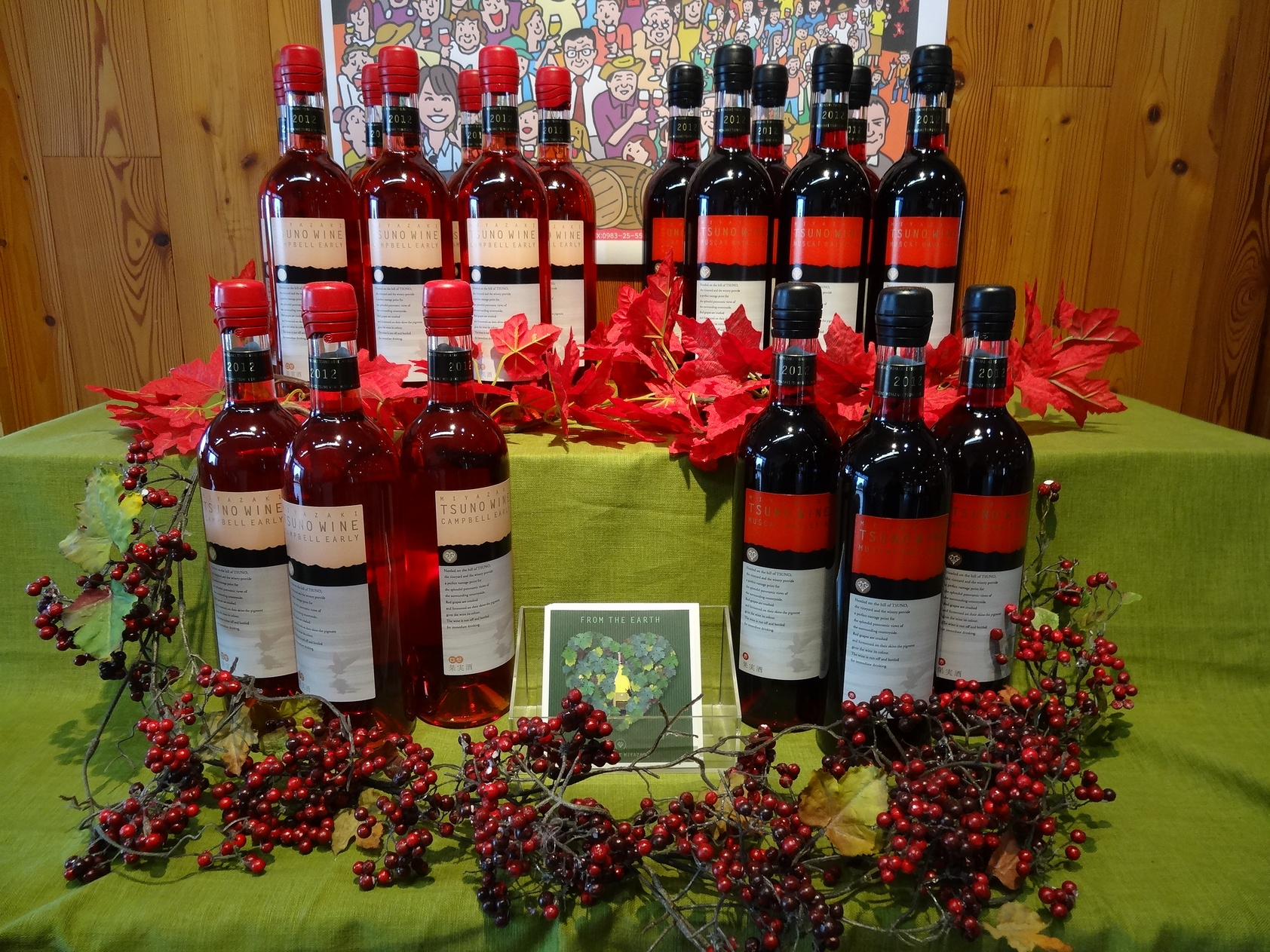
都農ワイン（2012年）

## 概要
人口1万2000人のきわめて特産の少ないこの地の農業を活性化し「町おこし」とするために、平成元年、町と農家とが協同となって第三セクターでのワイン作りを考えた。元々生食用ブドウの栽培はおこなってきたが、ワイン醸造の経験には乏しく、詳しい人材をブラジルでワイン作りをしていた小畑暁（おばたさとる）に委嘱し、ワイナリーとして出発した。　
しかし、気温も高く、雨量が多い火山灰性の土地でミネラル分の不足する、ワインには適さない土壌である。そこで「土」の基礎研究から手を付け、試行錯誤の結果、生ゴミと鶏糞を主成分とした堆肥による土壌改良をおこない、ワイン用ブドウにふさわしいミネラル分に富んだ土地を得ることができるようになり、地元産のブドウにこだわった独自の個性をもったワイン作りに成功した。1996年11月、ロゼと赤ワイン3万本余りのリリースで出荷を開始、瞬く間に完売、続いて発売した白ワインも即日完売となる。
キャンベル・アーリーをメインに、マスカットベリーA、デラウェアなどのヨーロッパ系品種を栽培している。現在では、年間22万本の出荷をおこない2億5000万円を売り上げるようになった（2007年）。イギリスの批評家たちが毎年評価するレポート「世界のワイン100選」に2度選ばれるなど、世界も注目する品質を確保できるようになる。
前・都農町町長である河野通継（こうのみちつぐ）を代表とする（有）都農ワインが販売をおこなっている。

## 受賞歴
「日本ワイナリーアワード（Japan Winery Award）」
- 第3回 2006年（平成18年）金賞受賞[2]
  - 欧州系・赤、最優秀カテゴリー賞「シャルドネ　アンフィルタード 2005」